# Magnum Matrimonii Sacramentum
Magnum Matrimonii Sacramentum – konstytucja apostolska ogłoszona przez Jana Pawła II 7 października 1982 r., nadająca formę prawną Papieskiemu Instytutowi Studiów nad Małżeństwem i Rodziną przy Papieskim Uniwersytecie Laterańskim w celu „zgłębiania prawdy o małżeństwie i rodzinie przy pomocy metod naukowych” przez osoby przygotowujące się do pracy duszpasterskiej w tym zakresie.